# Adarwala
Adarwala est un petit village situé dans la région de l'Extrême-Nord du Cameroun. Il se situe dans le département du Diamaré, dans l’arrondissement de Bogo, et dans le canton de Guinelaye. D'après le troisième recensement général de la population et de l’habitat du Cameroun, il compte 644 habitants, dont 317 hommes et 327 femmes.